# Logisticus suturalis
Logisticus suturalis là một loài bọ cánh cứng trong họ Cerambycidae.